# Marco Marziale

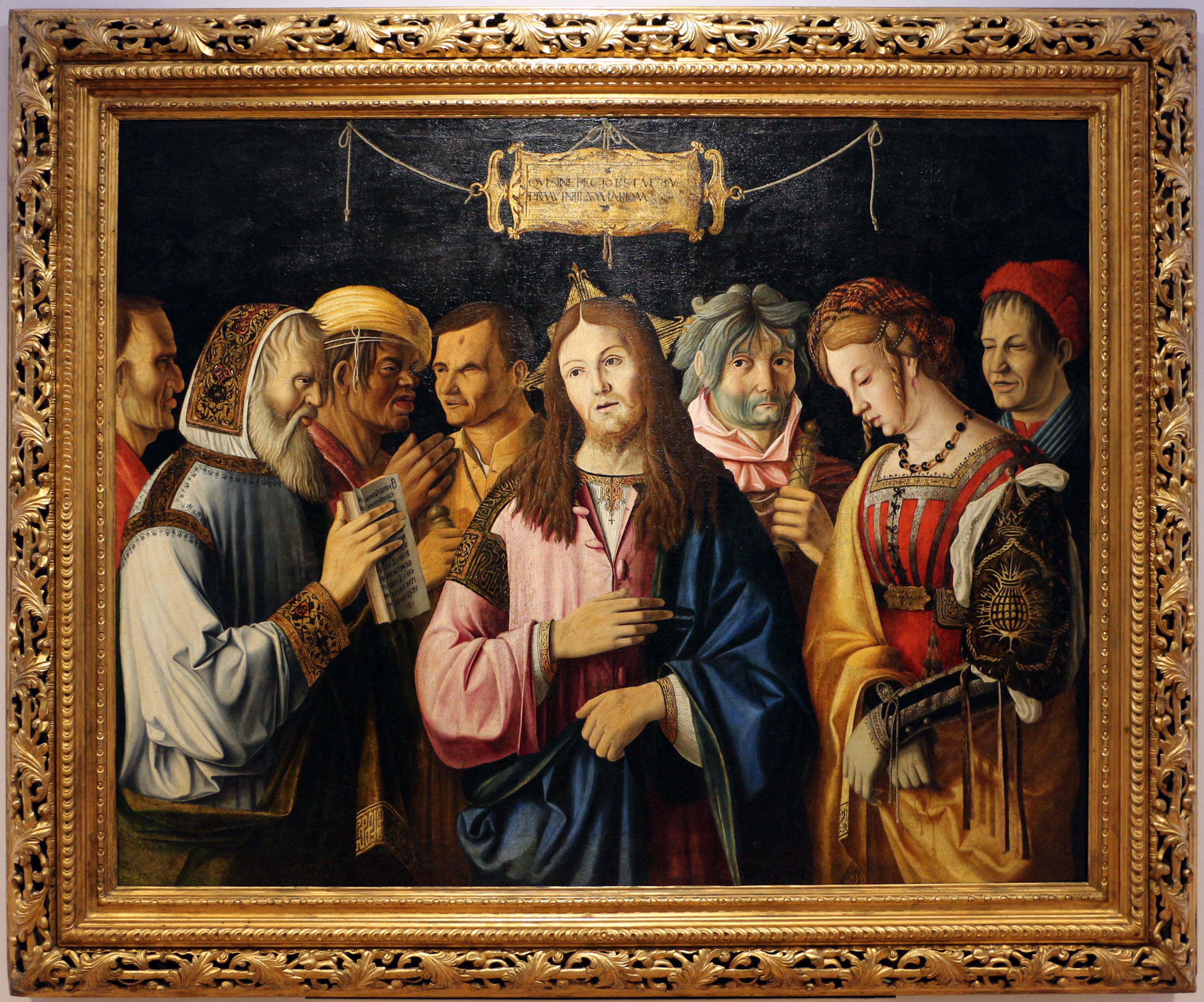
Marco Marziale, Cristo e l'adultera, 1506

Marco Marziale (Venezia, 1440 ca. – Venezia, 1507) è stato un pittore italiano.

## Biografia
Incerta è la data di nascita di Marco Marziale e non si hanno notizie sulla sua famiglia. Come artista si è formato a Venezia, probabilmente nella bottega dei fratelli Giovanni e Gentile Bellini. La sua opera è documentata in un breve arco di tempo: dal 1492 al 1507. Fra il 1492 e il 1495 egli ha collaborato con Giovanni Bellini agli imponenti restauri nel salone del Maggior Consiglio, del palazzo Ducale di Venezia, devastato da un incendio nel 1483. Questa decorazione è andata perduta.
Nel cartiglio della pala d'altare La Vergine col Bambino tra San Pietro che presenta il donatore e Santa Caterina d’Alessandria, conservata a Zara nel Museo di San Donato, Marco Marziale ha posto sia la data 1495, sia la sua firma, sia la dichiarazione di essere allievo di Gentile Bellini. In questo dipinto rispecchia infatti la composizione e la tipologia dei personaggi di Bellini; ma si ispira anche ai modi del trevigiano Pier Maria Pennacchi.
Nel 1499 Marco Marziale firmò e datò la tavola della Circoncisione, oggi al Museo Correr di Venezia, ma che un tempo era nel Conservatorio delle penitenti di San Giobbe a Venezia. La scena sacra ha riflessi nordici - forse si ispira a Dürer, per una certa durezza del segno e per la gamma dei colori - ma sente anche il riflesso di una simile pala di Pennacchi, già negli Staatliche Museen di Berlino e purtroppo perduta. Un'ampia abside accoglie le figure, lasciandole un po' in penombra, mentre in primo piano è steso un ricco tappeto orientale.

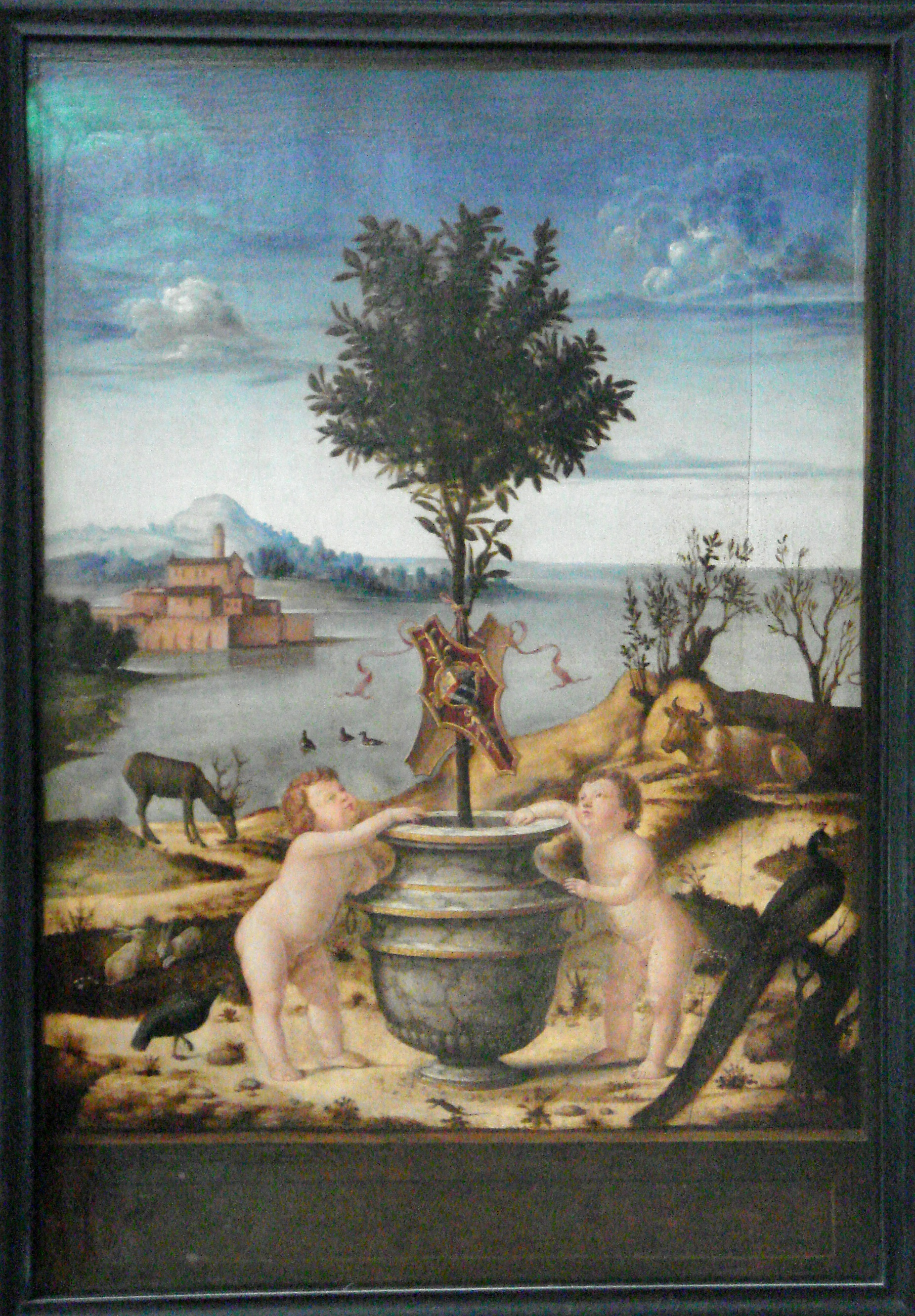
Marco Marziale, Paesaggio con putti, 1507

### A Cremona
Sul far del Cinquecento Marziale si trasferì a Cremona, su invito di committenti locali. Su richiesta di Tommaso Raimondi - cavaliere Gerosolimitano, giureconsulto e poeta - dipinse a tempera la grande tela della Circoncisione, firmata, datata 1500, e destinata all’altare maggiore della chiesa di San Silvestro. Oggi è conservata nella National Gallery di Londra.
Non è una semplice replica del dipinto del Museo Correr: la scena, che si svolge nell'abside di una chiesa, interamente decorata con mosaici a fondo oro, rispecchia lo splendore e la ricchezza della basilica di San Marco a Venezia e lo stile bizantino veneziano di fine Quattrocento. Le iscrizioni in lettere nere, sugli archi del presbiterio, sulla cupola e sull’abside, sono tratte dal Vangelo di San Luca. Dall'alto pende una lampada che sostiene un uovo di struzzo: elemento presente in quadro di Mantegna e che è simbolo della resurrezione. In primo piano, su un gradino, c'è un cagnolino e il cartiglio con la firma in latino è al centro dell’altare. Il sacrario, con i battenti traforati e dorati, contiene libri e oggetti liturgici. Le figure, solenni e manierate, sono ammantate da ricchi panni dai colori smaltati, ricamati con fiori e motivi geometrici e raccolti in pieghe secche, alla moda nordica. Nei volti appuntiti, anticlassici, come nella tradizione veneziana dei fratelli Antonio e Bartolomeo Vivarini, si avverte ancora la maniera di Pier Maria Pennacchi. Assistono alla scena sacra Tommaso Raimondi e sua moglie Doralice Cambiago, vestita in abito di raso bianco, ricamato con arabeschi rossi e coperta da un mantello azzurro. Il ragazzo dai capelli lunghi, inginocchiato davanti all’altare, potrebbe essere il loro figlio Marco. Il personaggio accanto a Tommaso, con la testa avvolta da un turbante bianco, forse è Eliseo, fratello di Tommaso e di professione architetto; mentre la quarta figura potrebbe essere sua moglie Lorenza degli Osi.
Marziale dipinse la Madonna col Bambino e il donatore Tommaso Raimondi - conservata all’Accademia Carrara di Bergamo e datata 1504 - nella cui armonia compositiva e si avverte il riflesso di una pala del Perugino, da poco arrivata a Cremona. Del 1504 è anche una sua Adorazione dei magi, in cui le figure sono di tre quarti, secondo uno schema riferibile ad Andrea Mantegna, su un sfondo tinto di azzurro lapislazzulo. Le vesti di broccato sono ricamate a colori vivaci e i turbanti hanno foggia orientale; i Magi portano vasi cesellati e indossano collane e monili.

### IlCristo e l'adultera
Un impianto simile, con le figure disposte in primo piano e tagliate poco sopra il ginocchio, presenta la tela Cristo e l’adultera ora a Groninga. Eclettico, sicuro delle sue scelte stilistiche, Marziale dipinse otto figure su un fondo neutro, dentro uno spazio rettangolare: al centro Cristo, ritratto secondo l’iconografia belliniana del Salvator mundi; alla sua sinistra l’adultera, riccamente vestita e ingioiellata come una cortigiana veneziana, il profilo tagliato come quello delle donne di Vittore Carpaccio; intorno i farisei dai volti grotteschi, che esprimono indignazione. L’impianto della scena si ispira ancora una volta a Giovanni Bellini; ma la caratterizzazione forzata dei volti, la concentrazione delle figure, la tabella mistilinea in alto con le parole del Vangelo «Qui sine peccato est vestrum primis in illam lapidem mittat», si ispirano al gusto nordico di Albrecht Dürer che Marziale ben conosceva, perché erano ben note le sue incisioni.

### LaCena a Emmaus

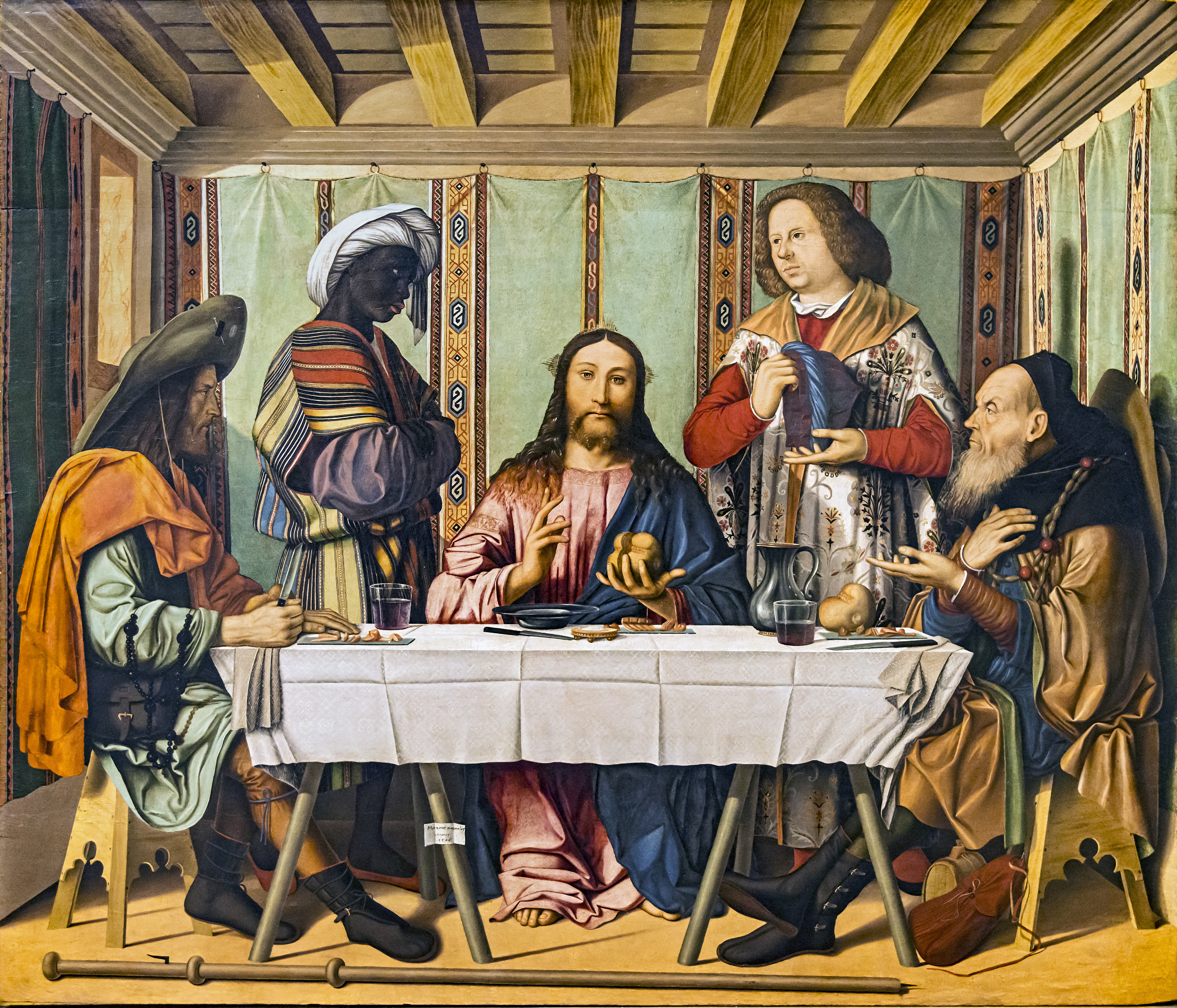
La Cena in Emaus - Gallerie dell'Accademia

Nel 1505 Marziale dipinse ad olio, su tavola, la Cena in Emmaus, oggi conservata nelle Gallerie dell'Accademia di Venezia, che è firmata e datata sul cartellino affisso su una gamba del tavolo. La scena sacra ricalca la composizione di una Cena in Emmaus, dipinta da Giovanni Bellini nel 1494 per Giorgio Corner - fratello di Caterina Cornaro regina di Cipro - e oggi perduta. Dal modello, a noi noto per le copie e per le stampe, Marziale si distanzia per una certa angolosità nei contorni delle figure, per le espressioni forzate dei volti e per la sontuosità degli abiti. Una seconda versione della Cena in Emmaus, del 1507, olio su tavola, è conservata nella Gemäldegalerie degli Staatliche Museen di Berlino. Il cartiglio porta questa scritta: «Marcus Martialus Venetus MCVII».

### Altre opere
Nel 1507 Marziale, per il nobile cremonese Nicolò Magio, dipinse una Madonna con il Bambino, i SS. Bartolomeo, Gallo Abate, Giovanni Battista e Giacomo e un angelo musico, destinata all’altare maggiore della chiesa di San Gallo a Cremona e ora alla National Gallery di Londra. 
La scena, di forte influsso belliniano, si svolge in un ambiente sacro di gusto bizantino, ricco di mosaici a fondo oro, con arabeschi e scritte inneggianti alla Vergine. Un angelo dai capelli biondi e ricci suona il liuto ai piedi del trono della Madonna. In questa figura angelica la compostezza del Perugino, filtrata attraverso la scuola di Lorenzo Costa e di Francesco Francia, si apre alle suggestioni leonardesche di Bernardino Luini che Marziale assorbe.
Due opere, databili primo decennio del Cinquecento, si contendono la paternità: sono di Marziale o di Luini? Esse sono: la Madonna e santi dei Musei civici di Padova e il Compianto su Cristo morto del Museo di belle arti di Budapest.
Marziale era anche un abile e ricercato ritrattista. Sue opere: il Ritratto di giovane del Landesmuseum di Magonza, datato 1496 e siglato «M M F»; il Ritratto di Giulio Mellin al Louvre, che presenta sul retro un Paesaggio allegorico di largo respiro, con due putti appoggiati a un vaso da cui spunta un alloro, allusivo alle virtù del personaggio; il Ritratto di giovane uomo al Kansas City Art Museum; il Ritratto virile, disegnato a carboncino e attribuibile a Marziale, che è conservato nel British Museum di Londra.